# Porteresia
Porteresia és un gènere monotípic de plantes de la família de les poàcies. La seva única espècie: Porteresia coarctata és originària de l'Índia i Burma. Fou descrita per Tsuguo Tateoka a Bulletin of the National Science Museum 8: 406. 1965.
El nom del gènere va ser atorgat en honor R. Portères, especialista en el gènere Oryza.
Sinonímia
- Oryza coarctata Roxb.[2]